# Carballeda de Valdeorras
Carvalheda de Valdeorras là một đô thị trong tỉnh Ourense, thuộc vùng Galicia ở tây bắc Tây Ban Nha.
Đô thị này có dân số 2041 người vào năm 2006.

## Biến động dân số
| Biến động dân số của Carballeda de Valdeorras - giai đoạn 1900 và 2004 -                                                             |       |       |       |       |
| 1900 | 1930  | 1950  | 1981  | 2004  |
| 4.018 | 3.806 | 4.024 | 3.344 | 2.080 |
| Fuentes: INE e IGE (Los criterios de registro censal variaron entre 1900 y 2004, y los datos del INE y del IGE pueden no coincidir.) |       |       |       |       |